# 持至尸逐侯單于
於夫羅（？—195年），又名於扶羅，號持至尸逐侯單于，中國東漢末年南匈奴之單于。羌渠之子、呼廚泉之兄。

## 生平
於扶罗原任右贤王。中平四年（公元187年），汉灵帝刘宏討伐張純与鮮卑，調发南匈奴兵，單于羌渠派左賢王呼廚泉与右贤王於夫羅出征。
五年（188年），南匈奴國內右部䤈落与屠各胡反對發兵，發生政變，羌渠被殺，羌渠之子於夫羅即位單于。叛者则擁立須卜骨都侯為單于，于是於夫羅率眾赴京师洛阳申訴苦情，上诉杀其父之族人立须卜骨都侯为单于事。其後一直留居漢地。須卜骨都侯在叛亂後的一年死，單于之位懸空，只有南匈奴的老王在管理。
六年（189年），刘宏崩，在此前後，於夫羅乘朝中大將軍何进和十常侍的斗争，与白波賊合流進犯太原、河內等地。并州牧董卓受命征討，但后又受何進的命令，兵回漢都。由于士兵多伤，於夫羅欲回故地，卻得不到南匈奴民众的准許，便屯河东平阳。
初平元年（190年），曹操一眾成立反董卓聯軍時，於夫羅跟張楊依附勃海太守袁紹，屯兵漳水。二年（191年），於夫羅欲叛冀州牧袁紹，張楊不從，於夫羅脅持張楊出走。袁紹遣麴義追击，於夫羅败於鄴，逃往黎陽（今河南浚县东）。於夫羅後又攻破度辽将军耿祉，勢力得以重整。三年（192年）春，於夫羅在內黃（今河南内黄县西北）被征討黑山賊的东郡太守曹操打敗。四年（193年）春，於夫羅在后将军袁術出兵曹操的根據地陳留時，跟黑山賊别部一同支援袁術，战于匡亭，又被击败。
兴平二年（195年），於夫羅死，弟弟呼厨泉为单于。呼厨泉立於夫羅之子刘豹为左賢王。

## 流行文化
在《三國演義》中，並沒有提及異族（匈奴）曾營救漢獻帝。

## 家庭

### 父亲
- 羌渠

### 兄弟姐妹
- 弟：呼廚泉

### 子女
- 劉豹